# Marché des Sorcières
Le marché des Sorcières (en espagnol, Mercado de las Brujas, également appelé Mercado de la Hechicería) est un lieu de vente d'objets rituels et de pratique de rites magiques de la culture aymara, situé dans le centre-ville de La Paz, la capitale administrative de la Bolivie.

## Localisation
La Paz (Chuqiyapu en aymara) est située à une altitude de 3 660 m.
Le marché des Sorcières se situe dans le centre-ville et s'étend au croisement des rues Jimenez et Linares, à proximité de la rue touristique « Calle Sagárnaga »,,. 

## Le marché

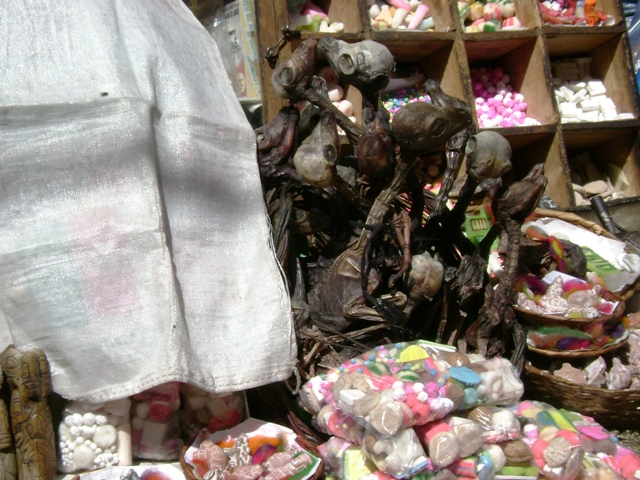
Un stand du marché des Sorcières vendant des fœtus de lama.

Le peuple aymara forme l'une des communautés les plus populeuses de Bolivie. Malgré leur conversion au catholicisme par les Espagnols, les Aymaras conservent des croyances ancestrales et vénèrent la Pachamama, le Soleil et de nombreuses autres divinités. Le marché des Sorcières propose sur ses étals tous les objets et ingrédients permettant de faire des offrandes aux dieux ou de jeter un sort contre les esprits. On y trouve également des remèdes maison, toute sorte d'herbes et d’ingrédients, des amulettes, des poudres « magiques », des crapauds séchés, des grenouilles porte-bonheur, des tortues « pour la longévité » et des becs de toucan « pour guérir les maladies et les blessures ». Parmi tous les objets vendus au marché des Sorcières, le plus recherché est le fœtus de lama séché, que les Aymaras enterrent sur leur terrain afin de se garantir la bonne fortune et la protection de la Pachamama. On croise également sur le marché des « yatiris », prêtres traditionnels de la spiritualité aymara, reconnaissables à leurs chapeaux et leurs petits sacs remplis de feuilles de coca, qui pratiquent l'art divinatoire. Le marché se tient tous les jours jusqu'à la tombée de la nuit,,.

## Galerie

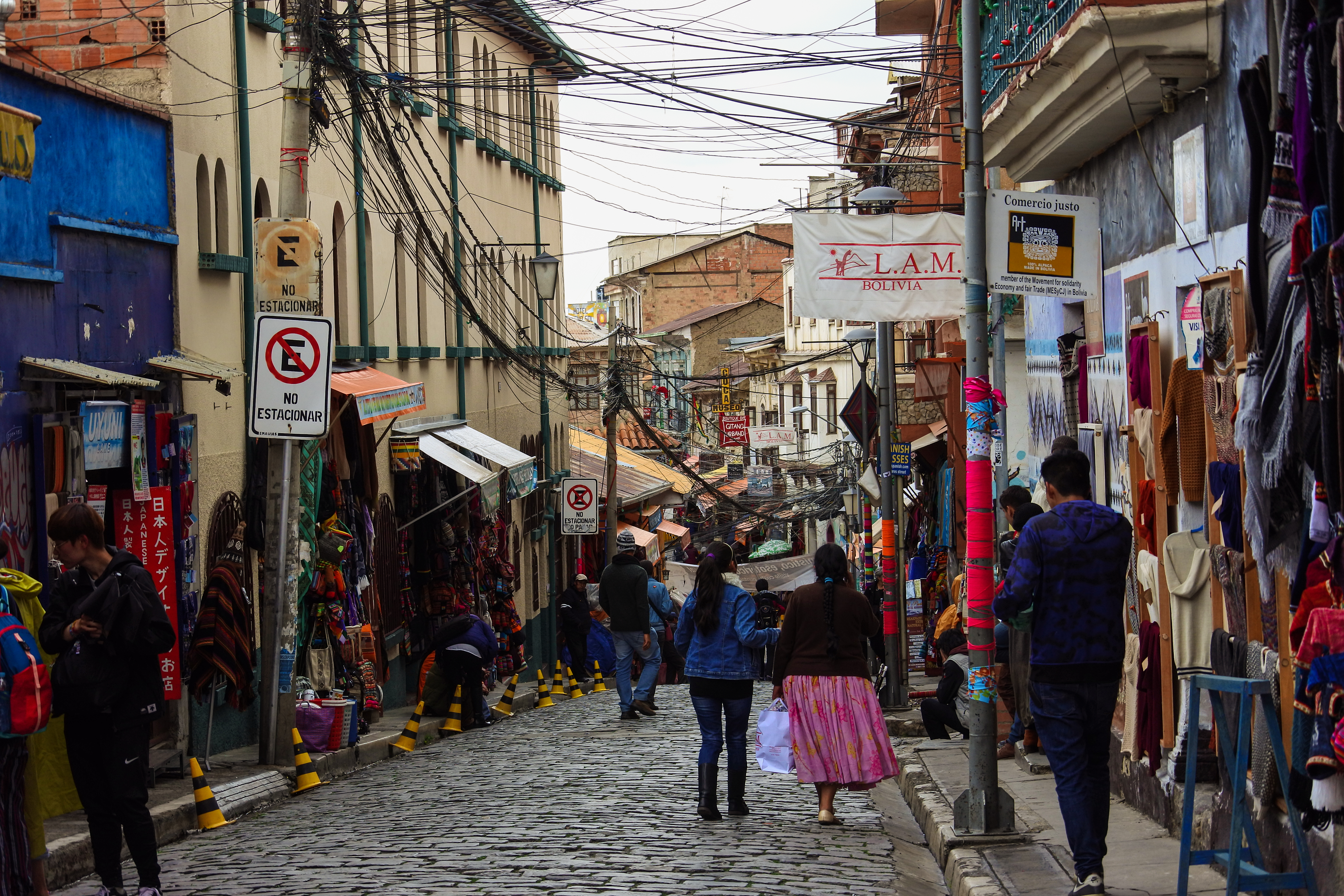
La rue du marché des Sorcières.
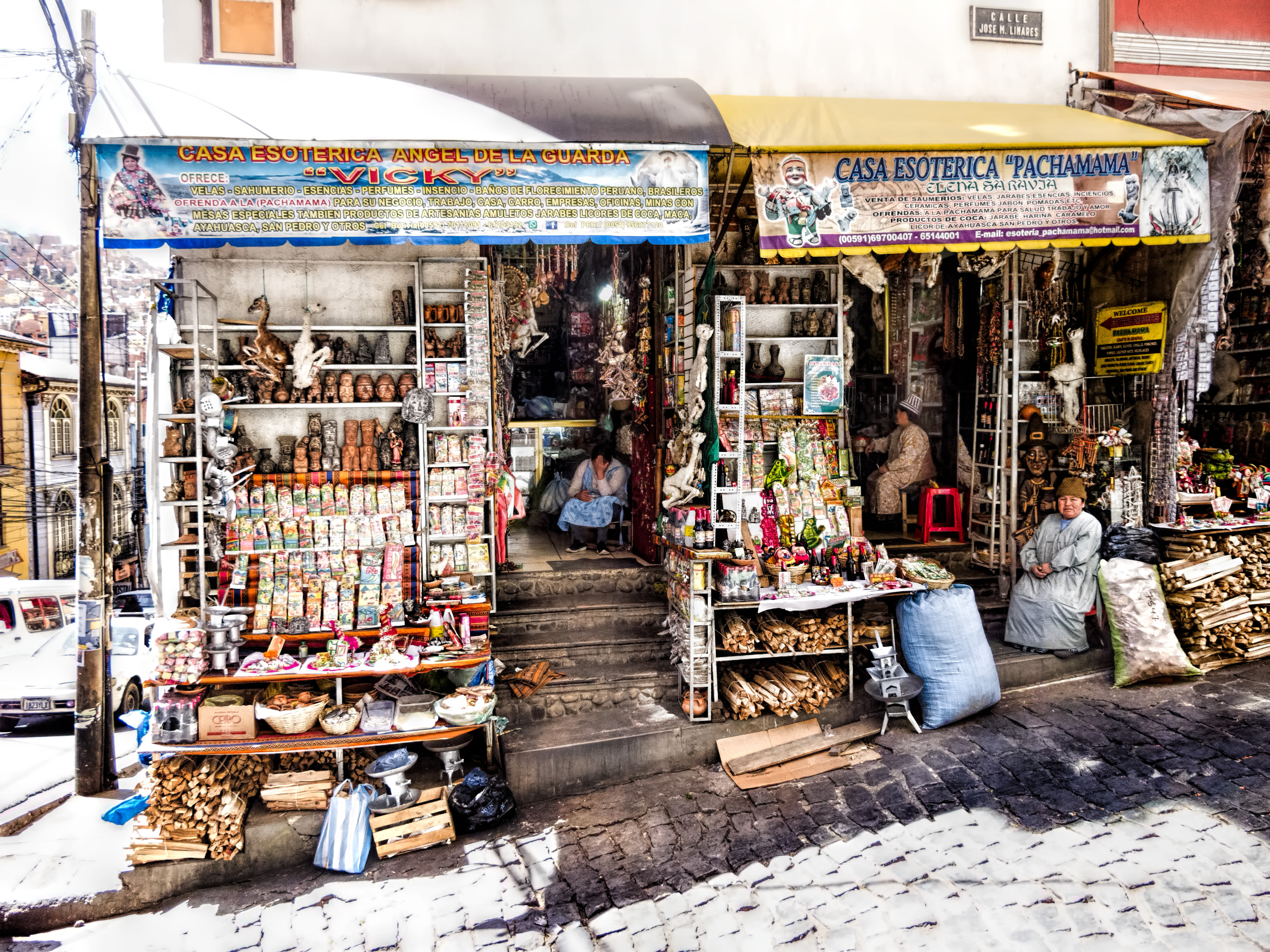
Vendeuses du marché.
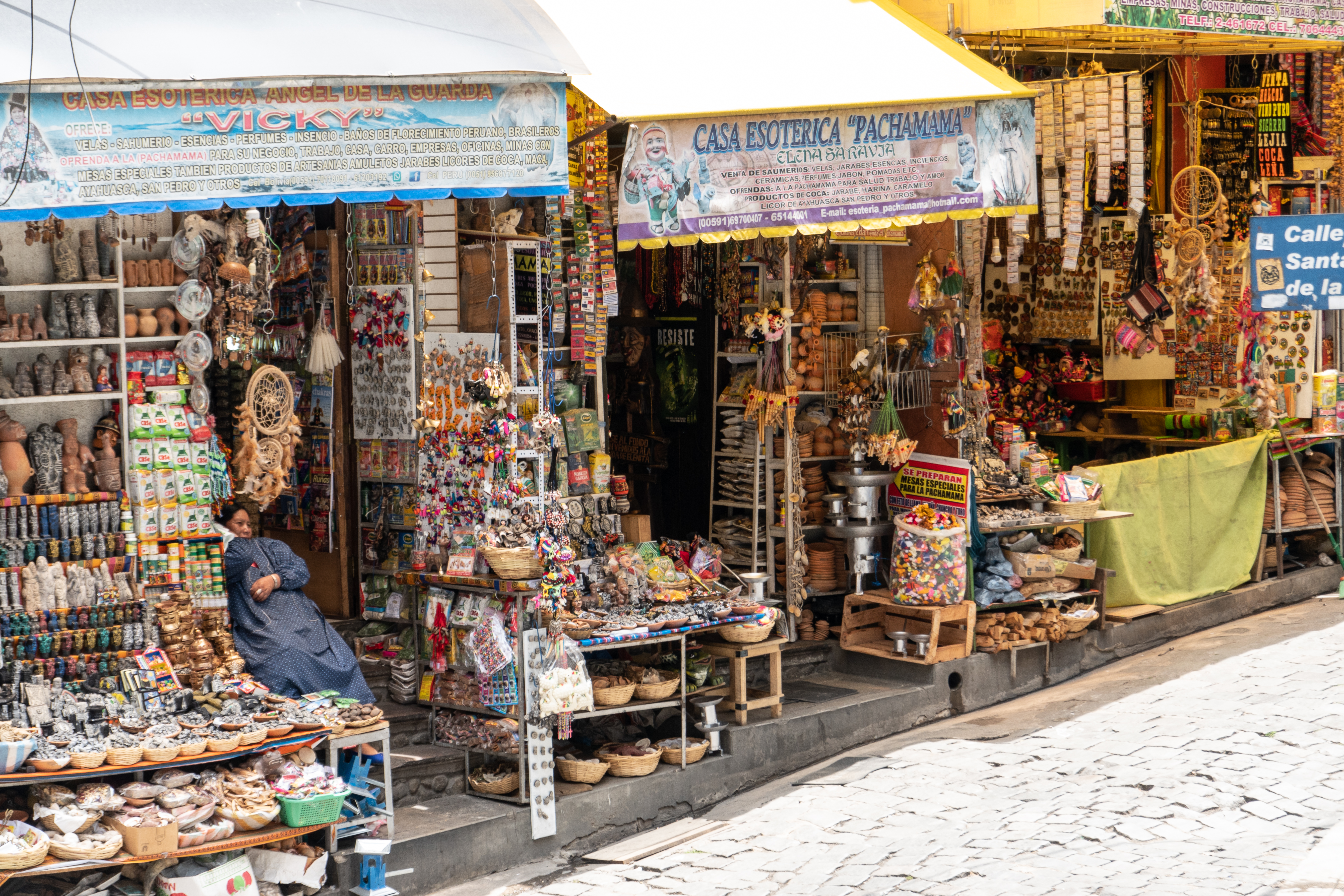
Commerces situés dans la zone du marché.
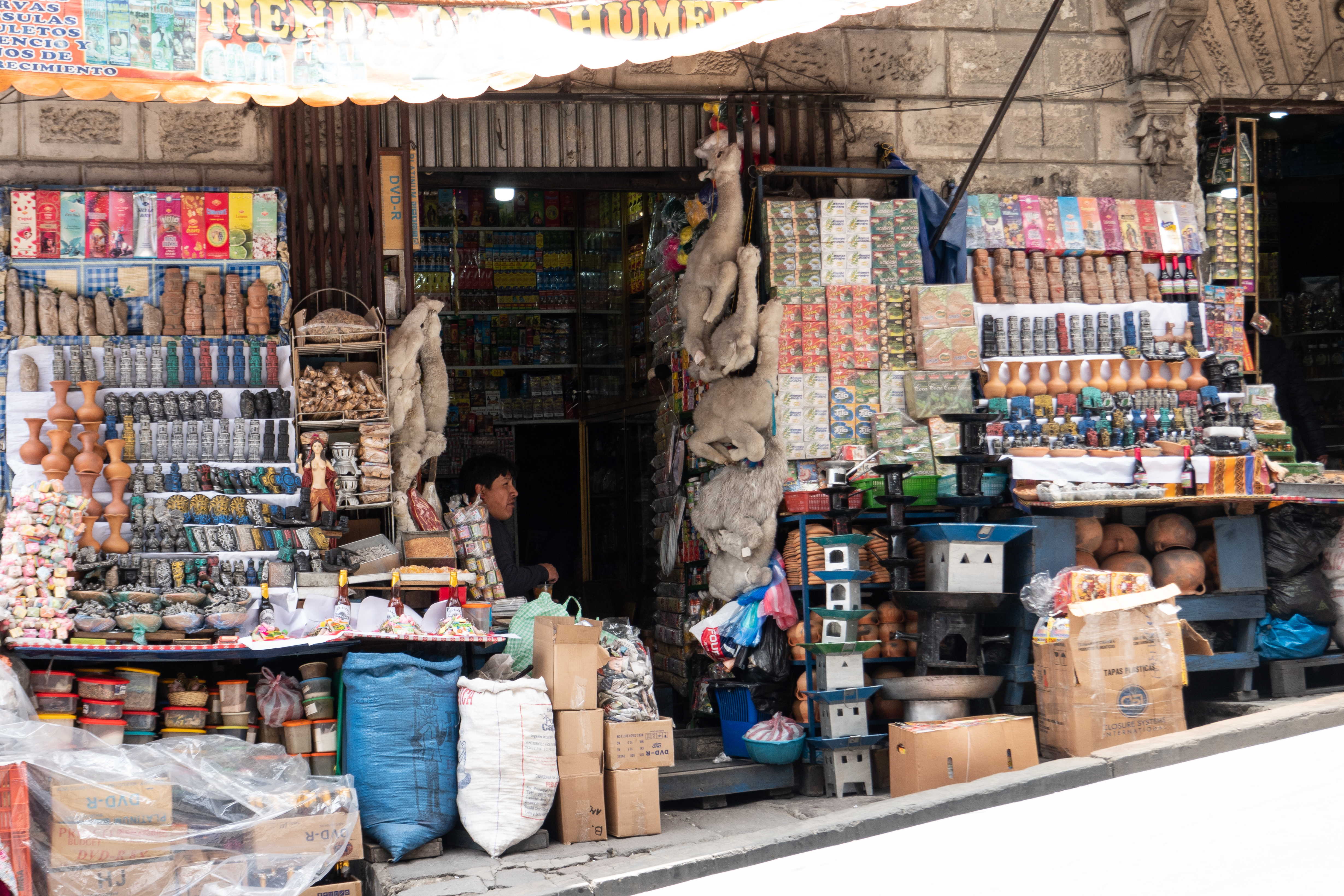
Étals d'un commerce du marché.
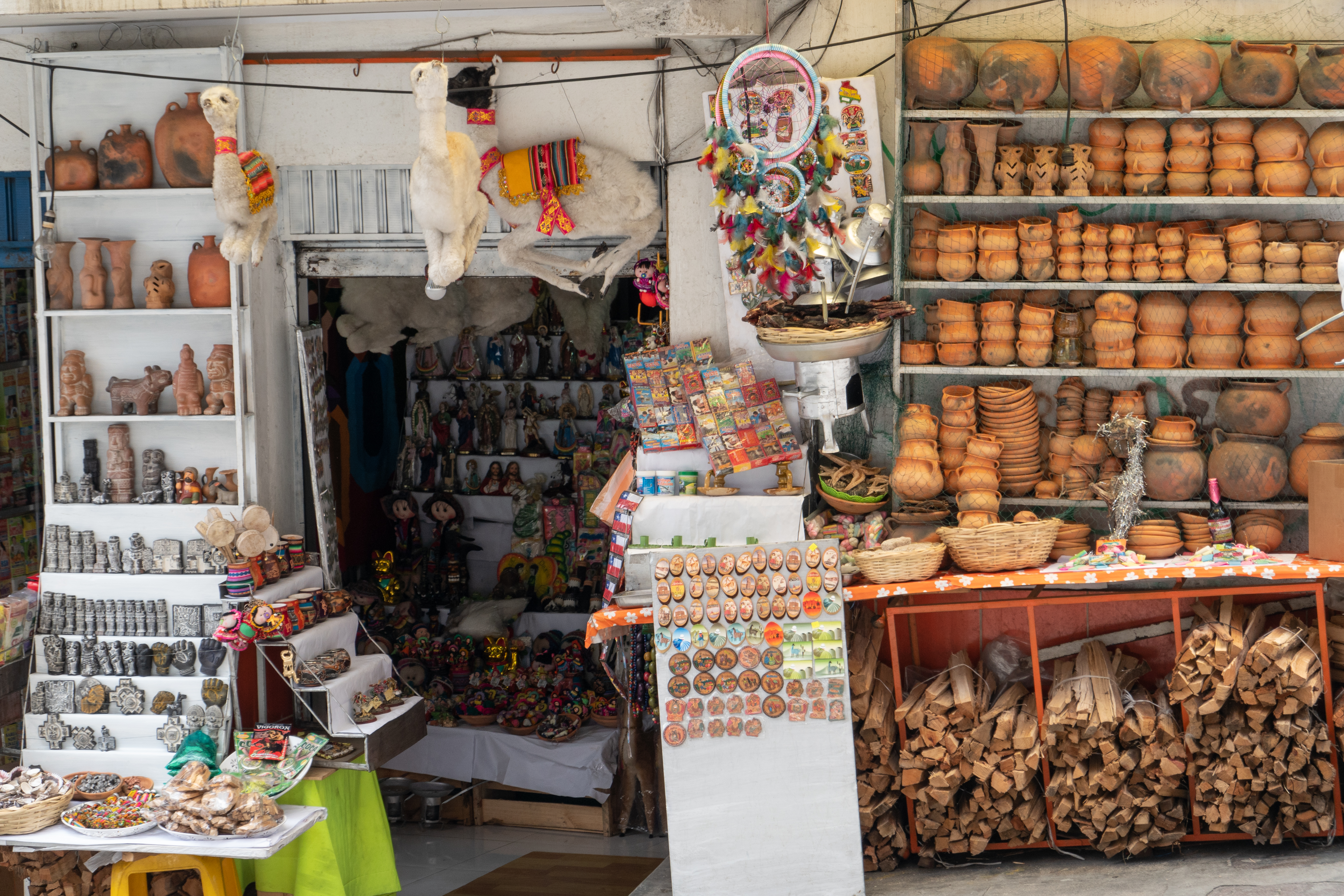
Objets vendus dans l'un des commerces.
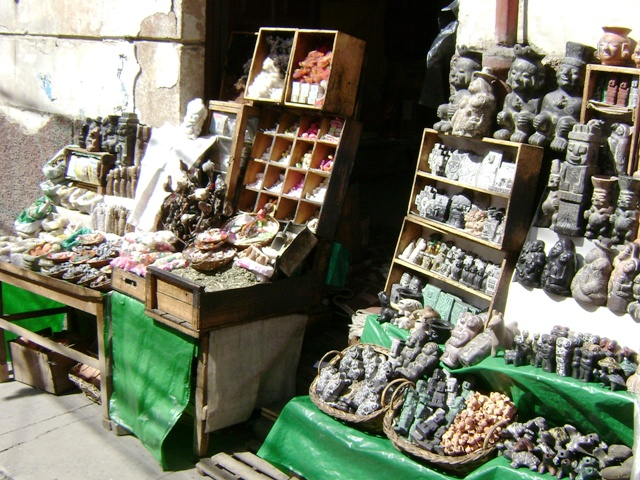
Objets vendus dans l'un des commerces.
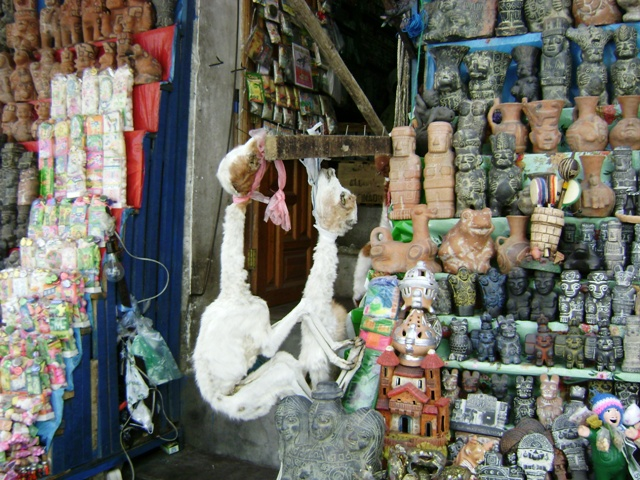
Objets vendus dans l'un des commerces.
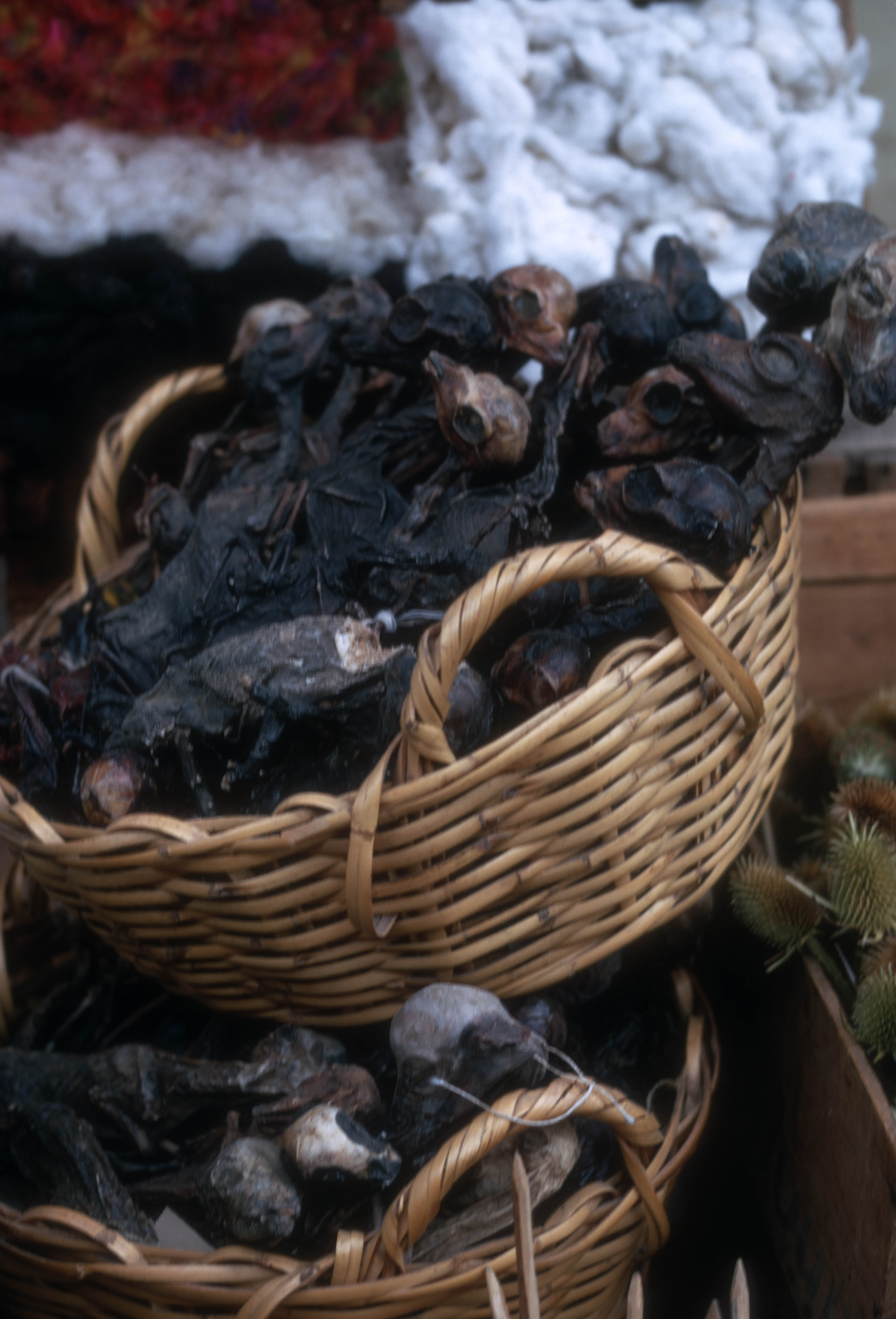
Des fœtus de lama.
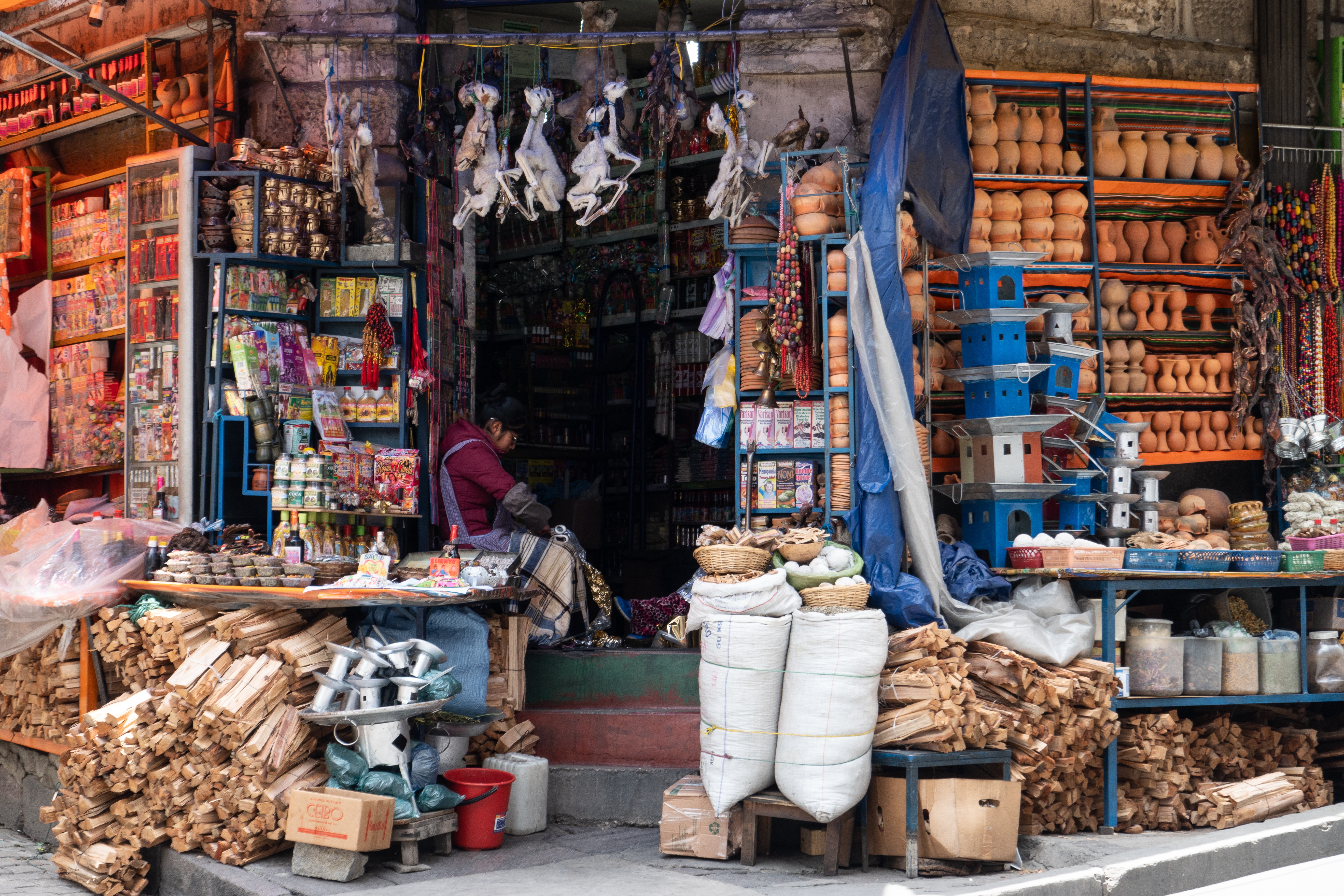
Un stand du marché vendant des fœtus de lama.